# Yanfeng (köpinghuvudort i Kina, Hainan Sheng, lat 19,96, long 110,55)
Yanfeng är en köpinghuvudort i Kina. Den ligger i provinsen Hainan, i den södra delen av landet, omkring 23 kilometer sydost om provinshuvudstaden Haikou. Antalet invånare är 20 980. Befolkningen består av 10 231 kvinnor och 10 749 män. Barn under 15 år utgör 19,0 %, vuxna 15-64 år 66 %, och äldre över 65 år 14,0 %.
Runt Yanfeng är det tätbefolkat, med 343 invånare per kvadratkilometer. Närmaste större samhälle är Lingshan, 12,4 km väster om Yanfeng. Trakten runt Yanfeng består till största delen av jordbruksmark.
Genomsnittlig årsnederbörd är 2 115 millimeter. Den regnigaste månaden är september, med i genomsnitt 339 mm nederbörd, och den torraste är januari, med 25 mm nederbörd.